# 顧廣圻
顧廣圻（1766年—1835年），字千里，以字行，號澗蘋，別號思適居士，江蘇蘇州府元和縣人，清朝校勘學家、目錄學家。

## 生平
少體弱好學，“枕上未嘗廢書，人咸異之”，無書不讀，人稱“萬卷書生”，嘉慶年間為諸生，受業於元和江聲。
博覽四部圖書，通經學、小學、天文、曆算，尤精目錄校勘學，務求“將本書透底明白，……將本書引用之書透底明白”，“去鑿空騰說之損，收實事求是之益”，被譽為“清代校勘學第一人”。從兄顧之逵將顧廣圻介紹予黃丕烈，協助其校勘書籍。乾隆五十八年（1793年）後，在黃丕烈居處任“西席”，從事校書工作達數年之久。嘉慶七年（1802年）春，應段玉裁所邀前往杭州詁經精舍，參加由浙江巡撫阮元所主持的《十三經注疏》的校勘之事，段玉裁在給陳壽祺的信中讚譽“子蘭（江沅，江聲孫）與顧千里，蘇州二俊也。”嘉慶九年（1804年），應邀為黃丕烈作《百宋一廛賦》，黃丕烈為該賦作注。嘉慶十二年（1807年），與段玉裁為張敦仁校勘撫州本《禮記·王制》“西郊”還是“四郊”的爭論，雙方往返書信十餘封，直至絕交，兩人的好友陳鱣出面調停無效。因黃丕烈對段玉裁有所偏頗，以致顧廣圻與黃丕烈絕交，此事成為清代校勘學史上的重大公案。李慈銘曾指責段玉裁說：“段學固博奧，頗喜立新義，盡翻古人，不及先生（顧廣圻）持論謹慎爾”。顧廣圻在批評別人時有時過於激烈，與嚴可均、臧庸、李銳等人亦因持論不合而反目。
家貧，“常以為人校刻”，首創“影刻考證”的刻書形式。“影刻”是指“覆而墨之，勿失其真”，可以傳而弗失其真。晚年為孫星衍、張敦仁、黃丕烈、胡克家、秦恩復等人延聘擔任校書。自號“思適居士”，典出北齊著名文學家邢卲。邢卲大量藏書而不甚讎校，曰：“日思誤書，更是一適”。顧廣圻曾校勘宋本《文選》，以推理的方法之處宋本紕漏之處。清末楊守敬自日本得到六朝時抄本的殘本，發現竟有數百條完全相符。道光十五年（1835年）卒。

## 著作
著有《思適齋文集》十八卷、《遯翁苦口》一卷、《思適齋書跋》四卷。